# Muerte a Secuestradores
El MAS (acrónimo de Muerte A Secuestradores) fue un grupo narcoparamilitar financiado por los carteles del narcotráfico en Colombia. Su función principal era proteger a los capos de la mafia, empresarios, políticos, militares y terratenientes de las acciones de las guerrillas como el Movimiento 19 de abril (M-19) las Fuerzas Armadas Revolucionarias de Colombia - Ejército del Pueblo (FARC-EP) llevando a cabo asesinatos selectivos a secuestradores, guerrilleros y militantes de izquierda o de oposición.

## Historia

### Orígenes
El MAS fue creado por un grupo de 223 personas, la mayoría capos de la droga, también miembros del Ejército Nacional, directivos de empresas petroleras y multinacionales. 
El 1 de diciembre de 1981 en la ciudad de Medellín, durante la víspera del cumpleaños de Pablo Escobar, como respuesta al secuestro de Martha Nieves Ochoa, por miembros del M-19, quienes pedían 12 millones de dólares de la época por su liberación y a un intento de secuestro de Carlos Lehder por parte también del mismo movimiento guerrillero. La reunión se celebró en el Hotel Intercontinental de Medellín, y fue convocada por los hermanos Ochoa, familiares directos de Martha Nieves.
Martha Nieves, que contaba entonces con 26 años, y era la hija de Fabio Ochoa Restrepo (conocido ganadero, dueño de finos caballos de paso, narcotraficante y lavador de dinero) y hermana de Jorge Luis, Juan David y Fabio, conocidos como los hermanos Ochoa, quienes formaban parte del Cartel de Medellín.  El secuestro ocurrió en inmediaciones de la Universidad de Antioquia, el 12 de noviembre de 1981 mientras que el fallido secuestro de Lehder ocurrió una semana después el 19 de noviembre de ese mismo año.
A dicha reunión asistieron los grandes capos de la mafia colombiana, miembros de las fuerzas de seguridad del estado, importantes políticos y empresarios, y decidieron fundar un grupo al margen de la ley, que se financiaría con un monto inicial de 446 millones de pesos de la época, y que contó con 2230 hombres.
Según los periodistas franceses Mylene Sauloy e Ives Le Bonniec en su libro ¿A quién beneficia la cocaína? en la creación del MAS estuvo implicada la CIA.

### Promoción
El grupo publicó un comunicado el día siguiente, domingo 2 de diciembre, un comunicado en el que expresaba su deseo de combatir el crimen del secuestro, tanto los que eran llevados a cabo por la delincuencia común como aquellos que eran realizados por los grupos subversivos. Los criminales usaron una avioneta que sobrevoló el estadio Pascual Guerrero, de la ciudad de Cali, mientras se enfrentaban el Atlético Nacional y el América de Cali, desde la cual arrojaron panfletos amenazantes donde le declararon la guerra a los secuestradores organizados y no organizados, "Los Secuestradores serán colgados de los árboles y si ellos no, sus camadas en las cárceles y sus familiares cercanos".
Pocos días después de este comunicado, el grupo MAS, que ya contaba con alrededor de 2.000 hombres, determinó que el gestor y autor intelectual del secuestro era Luis Gabriel Bernal y reaccionó secuestrando a 25 personas cercanas a él, entre ellos su novia, su hermano, su cuñada y sus mejores amigos. El 17 de febrero de 1982 Martha Nieves fue liberada sin pagar rescate, extorsión a la que se negaron sus hermanos desde un principio. En su lugar la familia ofreció una recompensa de 25 millones de pesos de la época por información sobre su secuestro.

### Escuadrón de la muerte
Luego de ganarse el apoyo de la opinión pública, el MAS inició una guerra indiscriminada contra sus enemigos. Era frecuente encontrar a las afueras de las sedes de los periódicos de todo el país, cadáveres acribillados a bala o colgando de árboles con un cartel que rezabaː "soy del M-19. Soy un secuestrador". Sin embargo, los crímenes se volvieron amenaza seria para Colombia, pues el MAS empezó a asesinar a jueces, periodistas, y en general, civiles inocentes.

### Genocidio contra Unión Patriótica
Unión Patriótica (UP) fue el brazo político de las FARC-EP, a raíz de los acuerdos de La Uribe suscritos con el gobierno colombiano en 1984. Sin embargo, su procedencia y sus ideales de izquierda le dieron una inmensa popularidad a sus militantes para la época. Por esa razón, fue blanco de ataques selectivos por parte de los narcotraficantes y el MAS.
Los asesinatos de miembros de la UP llevaron a la desaparición del movimiento. Dichos asesinatos dieron como resultado la muerte de senadores, diputados, concejales, alcaldes, y el candidato a la presidencia como Jaime Pardo Leal, asesinado el 11 de octubre de 1987, en el municipio de La Mesa, Cundinamarca.

### Fin del Cartel de Medellín
Cuando el Cartel de Medellín desapareció, los integrantes del MAS comenzaron a buscar la manera de integrarse a los grupos de autodefensa y paramilitarismo que habían nacido paralelamente al suyo, con lo cual se llegó a contabilizar más de 250 grupos diferentes, muchos de los cuales se agruparon en torno de las Autodefensas Unidas de Colombia (AUC).

### El "regreso" del MAS
La tarde 22 de octubre de 2014, aparecieron panfletos amenazantes en el municipio de Chía, en Cundinamarca. Los panfletos rezabanː "223 industriales de todo el país hemos acordado la formación del M.A.S ‘Muerte a Secuestradores’, su objetivo es la ejecución pública y sistemática de cualquiera que se vea envuelto en el atroz delito del secuestro". Un número considerable de éstos panfletos cayeron en la Universidad de la Sabana, y causaron un natural terror entre estudiantes, profesores y demás personal de la universidad. Luego de una tarde de confusión, se aclaró el inquietante sucesoː Una productora se encontraba grabando una película relacionada con el Cartel de Medellín, y recrearon la escena del 2 de diciembre de 1981, de esta manera, sin haber avisado previamente a los afectados. Se informó que la Aeronáutica Civil estableció con una investigación posterior que la avioneta responsable contaba con todos los permisos en reglas para volar.

## Crímenes
Se atribuye al MAS la muerte de William de Jesús Parra Castillo, militante del grupo Autodefensa Obrera (ADO) quien supuestamente participó en el asesinato del exministro Rafael Pardo Buelvas. También se les atribuye el asesinato del penalista Enrique Cipagauta Galvis, la explosión de una bomba en la casa de la periodista María Jimena Duzán y amenazas de muerte al exministro Alfredo Vázquez Carrizosa y contra Gabriel García Márquez. Sólo en 1982 se le atribuyen 500 asesinatos, no solo en  Medellín, también fueron víctimas los campesinos del Magdalena Medio, miembros y simpatizantes del Partido Comunista.

## Documentales
- Pablo Escobar Lecciones de una Época (2012)
- Colombia Vive.